# Свадебка
«Сва́дебка» (фр. Les Noces) — музыкальное произведение И. Ф. Стравинского для четырёх певцов, хора, четырёх фортепиано и ударных (1923). Авторское обозначение жанра — «русские хореографические сцены с музыкой и пением». Либретто автора на основе русских народных песен из сборника фольклориста П. В. Киреевского. Премьера «Свадебки» состоялась в Париже в 1923 году (хореография Б. Ф. Нижинской, дирижёр Э. Ансерме). Ныне сочинение исполняется преимущественно на концертной эстраде наподобие кантаты (без костюмов и хореографии). Примерная продолжительность: 23—25 минут.

## Краткая характеристика
Стравинский задумал «Свадебку» в 1913 году. О своём первоначальном замысле композитор писал в мемуарах следующее: «В то же время я хотел написать большой дивертисмент, вернее, кантату, воспевающую деревенскую свадьбу». Работа над сочинением началась осенью 1914 года. Клавир первой версии для солистов, хора и симфонического оркестра был завершён 4 апреля 1917 года. Сначала композитор планировал инструментовать произведение для большого оркестра наподобие балета «Весна священная», но вместо этого в том же 1917 году инструментовал для камерного оркестра. Затем пришла идея использовать механические музыкальные инструменты, от которой пришлось отказаться, поскольку парижская фабрика «Плейель» не поставила вовремя цимбалы. Оркестровку 1-й и 2-й картин второй версии композитор окончил в 1919 году. Работа над окончательной редакцией продолжалась с 1921 года по 6 апреля 1923 года. В окончательной редакции «Свадебка» расписана для сопрано, меццо-сопрано, тенора, баса, смешанного хора, 4 фортепиано и 6 групп ударных инструментов. 
Постановка балета для труппы Русский балет Дягилева готовилась 7 лет. Произведение посвящено С. П. Дягилеву. Посвящение произошло спонтанно, когда во время Первой мировой войны композитор обосновался в Швейцарии и плотно работал над сочинением. Русский балет Дягилева собирался в турне в США. Весной 1915 года Дягилев на короткое время прибыл из Рима в Швейцарию, но инфекционная болезнь дочери Стравинского препятствовала встречам антрепренёра и композитора. Когда же, наконец, встреча состоялась, Стравинский так описал её: «Тогда, чтобы вознаградить его за долгое ожидание, я сыграл ему две первые картины „Свадебки“. Он был так взволнован, его восторг показался мне настолько искренним и трогательным, что самое лучшее, что я мог сделать, — это посвятить ему эту вещь».
Премьера балета  состоялась в Париже 13 июня 1923 года под управлением Э. Ансерме в версии либретто на французском языке. Впоследствии автор оценил «Аполлон Мусагет» (1928), свой последний балет  для дягилевской труппы, выше «Свадебки». В программе к премьере в Мариинском театре (2003) Ольга Макарова писала: «Парижская премьера „Свадебки“ в 1923 году стала фурором, она открыла миру балетмейстера, которому уже одной этой постановки было бы достаточно для пропуска в пантеон великих хореографов ХХ века».

## Описание

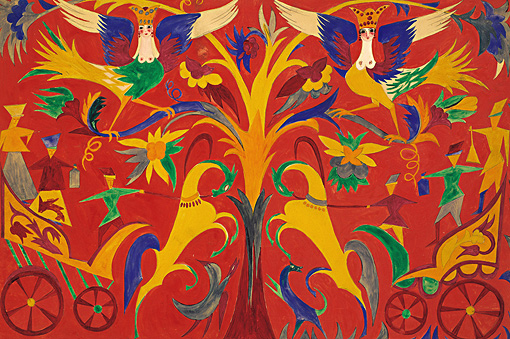
Гончарова Н. С. Эскиз к неосуществлённому варианту занавеса к балету «Свадебка». Конец 1910-х годов.

Е. Я. Суриц оценила хореографию Б. Ф. Нижинской как лучшую работу за всю её творческую жизнь. Балетовед дала описание сочинения: «„Свадебка“ — ритуал, открывающий простор глубоким размышлениям о жизни. Тут и суровая торжественность, соблюдаемая по традиции, и трагичность (похороны девичества и воли девичьей), и эротика (заклинание и прославление здорового мужского начала). Чтобы раскрыть смысл произведения, все его авторы отказались от уже ставшей привычной на театре русской экзотики и внешней красочности. Н. Гончарова создала предельно лаконичное и одновременно выразительное оформление сцены: однотонный задник-экран с крошечным окошечком, за открывающейся в комнату новобрачных дверью — упрощённое изображение постели с горой подушек. И ещё на сцене стояли четыре рояля. Костюмы были столь же условны и окрашены в чёрный и коричневый цвета. Нижинская шла тем же путём. Она заставила женщин двигаться на пальцах, чтобы придать фигурам большую вытянутость, массовые танцы, которые в балете преобладали, строила на геометризированных рисунках, выворачивая фигуры танцующих в необычных ракурсах, широко использовала пирамидальные построения, ставя группы танцоров друг на друга. Один из главных танцев был посвящён расплетанию кос новобрачной, причём косы были длиной в несколько метров. Женщины в танце то поднимались на пальцы, то опускались, завивая сложный рисунок танца из сомкнутых тел, соединённых рук, склонённых голов».
Ольга Макарова писала: «Предельный минимализм в подчинённости танца холодноватой геометрии рисунка, в настойчивом повторении однообразных движений, в простоте двухцветных коричнево-белых костюмов, придуманных Натальей Гончаровой, в нарочитой бесстрастности исполнителей — всё в спектакле было актуально в контексте авангарда 1920-х. И в острой современности балета не потерялась исходная русскость „Свадебки“ — не лубочная и сувенирная, а условно ритуальная, где действие происходит, как в заведённом механизме: фигурки танцовщиков монотонно перемещаются, словно подчиняясь воле одного повелителя, старинного и непреложного обряда».

## Структура
«Свадебка» состоит из двух частей и четырёх картин, исполняемых без перерыва:

Часть I
- Картина 1. Коса
- Картина 2. У жениха
- Картина 3. Проводы невесты

Часть II
- Картина 4. Красный стол

## Премьера балета
- 1923, 13 июня[2][3][4][5] — «Свадебка», русские хореографические сцены с пением в четырёх частях. Гетэ-лирик, Париж. Сценарий, музыка и текст И. Ф. Стравинского, хореография Б. Ф. Нижинской, сценография Н. С. Гончаровой. Дирижёр Э. Ансерме, режиссёр С. Л. Григорьев. Певцы: Н. Смирнова, М. Давыдова, д’Ариал, Г. Данской. Основные исполнители балетных партий: Любовь Чернышёва, Невеста — Фелия Дубровская, Леон Войциховский, Жених — Николай Семёнов[2][1][13].

C. Л. Григорьев дважды указал, что первое исполнение балета состоялось 13 июля 1923, и отметил, что успех премьеры превзошёл все ожидания: «Он напомнил наши триумфы 1909 года. Все восемь представлений „Свадебки“ встретили равно горячий приём. <…> Хореография отчасти напоминала стиль Фокина и Нижинского, но вовсе не была подражательной, ибо Нижинская обладала собственным стилем. Глубоко эмоциональная музыка, несмотря на трудность восприятия, взволновала публику. Дягилев был в восторге от балета и счастлив его триумфом. С тех пор Нижинская обрела известность и стала именоваться фр. La Nijinska».
Балет вошёл в репертуар труппы Дягилева. 14 июня 1926 года «Свадебка» была впервые исполнена в Театре Его Величества (His Majesty’s Theatre), Лондон; партии фортепиано исполнили Ф. Пуленк, Ж. Орик, В. Риети и В. Дюк (Дукельский). Одно из последних представлений «Свадебки» состоялось 6 июня 1928 года при открытии в 21-го Русского сезона в Театре Сары Бернар в одном спектакле со «Стальным скоком» С. С. Прокофьева (1927) и премьерой балета «Ода» Н. Д. Набокова. В зале присутствовал Прокофьев, записавший в «Дневнике»: «„Свадебка“ Стравинского. Такая сильная вещь, но все утомлены и проходит бледно». В последний раз труппа исполнила балет в июле 1928 года в Театре Его Величества, Лондон.

## Возобновления хореографии Нижинской
- 1926 — возобновление Б. Ф. Нижинской в Театре Колон, Буэнос-Айрес[17][18]
- 1936 — балетмейстер Б. Ф. Нижинская для труппы Русский балет полковника де Базиля[13]
- 1966 — балетмейстер Б. Ф. Нижинская для труппы Королевский балет Лондона[13]
- 1976 — балет «Свадебка» был возобновлён балетной труппой Парижской оперы[13][19]
- 1989 — хореография Б. Ф. Нижинской возобновлена труппой Балета Джоффри[13]
- 1995 — Г. Сайет возобновил хореографию Б. Ф. Нижинской для балетной труппы Санкт-Петербургского Малого театра оперы и балета; дирижёр Н. Н. Корнев; Невеста — О. А. Прыгина, Жених — А. Н. Говоров[13]
- 2003 — Г. (Хоуард) Сайет осуществил возобновление хореографии Б. Ф. Нижинской в Мариинском театре[20]

## Другие постановки
- 1957 — Большой канадский балет, Монреаль, балетмейстер Л. С. Ширяева[21]
- 1961 — Немецкая государственная опера, Западный Берлин, балетмейстер Т. Гзовская[21]
- 1962 — Балет XX века, Зальцбургский фестиваль, балетмейстер М. Бежар (поставлен также в Парижской Опере, 1965)[21]
- 1962 — Баварская государственная опера, Мюнхен, балетмейстер X. И. Розен[21]
- 1965 — Американ балле тиэтр, Нью-Йорк, балетмейстер Дж. Роббинс[21], представивший ту же постановку в 1969 году силами труппы Королевский шведский балет[21]
- 1966 — Венская государственная опера, балетмейстер А. Миллош[21]
- 2012 — Пермский театр оперы и балета им. П.И. Чайковского, постановщик и хореограф Иржи Килиан [22]

## Редакции и обработки музыкального сочинения
Помимо русской (оригинальной) и французской версий существует авторизованная версия «Свадебки» на английское либретто. Именно в этой версии ею дирижировал Стравинский в полном собрании своих сочинений в грамзаписи на лейбле Columbia Records в 1959 году (в качестве пианистов выступили известные американские композиторы С. Барбер, А. Копленд, Л. Фосс и Р. Сешнз).
В 1981 году в Париже П. Булез исполнил собственную реконструкцию (недописанной Стравинским) редакции с цимбалами, фисгармонией и пианолой. В 1988 году П. Этвёш записал предварительную версию «Свадебки» с камерным оркестром (1917). В 1994 году Д. В. Покровский со своим ансамблем в Нью-Йорке исполнил и записал «Свадебку» с использованием MIDI и синтезаторов. По заказу Лос-Анджелесского филармонического оркестра С. Стакки инструментовал «Свадебку» для большого симфонического оркестра. Эта обработка была исполнена под управлением Э. П. Салонена в 2008 году в Лос-Анджелесе.

## Дискография
«Свадебка» принадлежит к числу наиболее репертуарных произведений Стравинского. Среди аудиозаписей:
- 1934 — И. Ф. Стравинский (Columbia Records; на англ. языке)
- 1959 — И. Ф. Стравинский (Columbia Records; на англ. языке)
- 1961 — Э. Ансерме (Decca Records; на фр. языке)
- 1964 — К. Анчерл (Supraphon)
- 1965 — П. Булез (Guilde Internationale du Disque; основная редакция)
- 1977 — Л. Бернстайн (DG)
- 1988 — П. Этвёш (две редакции; Hungaroton; на рус. языке)
- 1994 — В. Ашкенази (Decca; на рус. языке)
- 1994 — Д. Покровский (Electra Nonesuch; на рус. языке)
- 2005 — Д. Ройс (Harmonia Mundi)